# Pešćenica Vinička
Pešćenica Vinička is een plaats in de gemeente Vinica in de Kroatische provincie Varaždin. De plaats telt 150 inwoners (2001).